# Gemeentelijk Sportpark Bornsestraat
Het Gemeentelijk Sportpark Bornsestaat was van 1913 tot 1999 het stadion waar de Nederlandse voetbalclub Heracles Almelo zijn wedstrijden speelde.

## Historie
Al in 1909 huurt de Almelosche voetbalvereniging "Heracles" een grasveld vlak bij de Bornsestraat, achter het zogenoemde 'Erve Bonthuis'. Vier jaar later verhuist de club naar de voorkant van 'Erve Bonthuis'. Dit is de plek waar Heracles ruim 85 jaar zou voetballen en die bekend zou komen te staan als het Gemeentelijk Sportpark Bornsestraat. De eerste wedstrijden worden hier afgewerkt in 1913.
In 1925 wordt een nieuwe hoofdtribune opgericht die geheel in Engelse stijl gebouwd is. De tribune kan 600 toeschouwers herbergen en is ontworpen door de plaatselijke architect Krabshuis. In de loop der jaren wordt het sportpark steeds verder uitgebreid met houten zit- en staantribunes. In 1958 heeft het stadion een capaciteit van 20.000 toeschouwers.
Nadat Heracles in sportieve en financiële problemen komt, besluit de club in 1972 het complex te verkopen aan de gemeente Almelo. De oude tribunes worden grotendeels afgebroken waardoor de capaciteit sterk afneemt. Een bekerwedstrijd tegen Ajax eind december 1974, door SC Heracles '74 (de nieuwe clubnaam) met 4–2 gewonnen, kan alleen aan de Bornsestraat worden gespeeld door het plaatsen van extra noodtribunes. Met ongeveer 10.000 toeschouwers raakt de gemeente overtuigd van het bestaansrecht van de club en wordt besloten vaste tribunes te plaatsen. Zo verschijnt aan de lange zijde tegenover de monumentale hoofdtribune een overdekte staantribune met 3.000 plaatsen. 
In de jaren 80 wordt het stadion verder aangepast en worden er her en der tribunes geplaatst. Een volledig nieuw stadion op een andere plek in Almelo met betere voorzieningen en meer commerciële mogelijkheden is echter onontkoombaar. Uiteindelijk wordt dit nieuwe stadion, het Polman Stadion, in 1999 opgeleverd.
Op 22 mei 1999 wordt de laatste competitiewedstrijd aan de Bornsestraat gespeeld. Heracles wint met 2–0 van FC Volendam. Ruim twee maanden later volgt nog een afscheidswedstrijd tegen Ajax. Voor 6.000 toeschouwers scoort Heraclied Roy van der Meije in de laatste minuut de 2–2, het laatste doelpunt ooit op het oude terrein.
Na de verhuizing wordt het stadion aan de Bornsestraat gesloopt. De houten hoofdtribune uit de jaren '20 blijft behouden, en wordt verplaatst naar het naastgelegen sportpark van de amateurtak van Heracles. De gerenoveerde tribune wordt hier aangewezen als gemeentelijk monument en krijgt in 2011 zelfs de status van Rijksmonument. Ook de lichtmasten van de Bornsestraat krijgen een tweede leven: deze worden hergebruikt bij het Polman Stadion.